# Jack Dromey
Jack Dromey (ur. 29 września 1948 w Londynie, zm. 7 stycznia 2022 w Birmingham) – brytyjski polityk i związkowiec, członek Partii Pracy. W latach 2003–2010 zastępca sekretarza generalnego Unite the Union. W latach 2004–2010 był skarbnikiem Partii Pracy. Od 2010 roku do śmierci poseł do Izby Gmin z okręgu Birmingham Erdington.

## Życiorys
Urodził się w Londynie. Uczęszczał do katolickiej Cardinal Vaughan Memorial School.
Działalność w związkach zawodowych rozpoczął w latach 70. XX wieku w Transport and General Workers’ Union. W latach 2003–2010 był zastępcą sekretarza generalnego Unite the Union.
W 1997 roku bez powodzenia kandydował do Izby Gmin w okręgu Pontefract and Castleford. W 2010 roku został wybrany posłem do Izby Gmin z okręgu Birmingham Erdington. Uzyskał reelekcję w 2015, 2017 i 2019 roku.
Zmarł 7 stycznia 2022 w swoim mieszkaniu w Birmingham, z przyczyn naturalnych.